# Nagasaki bugyō

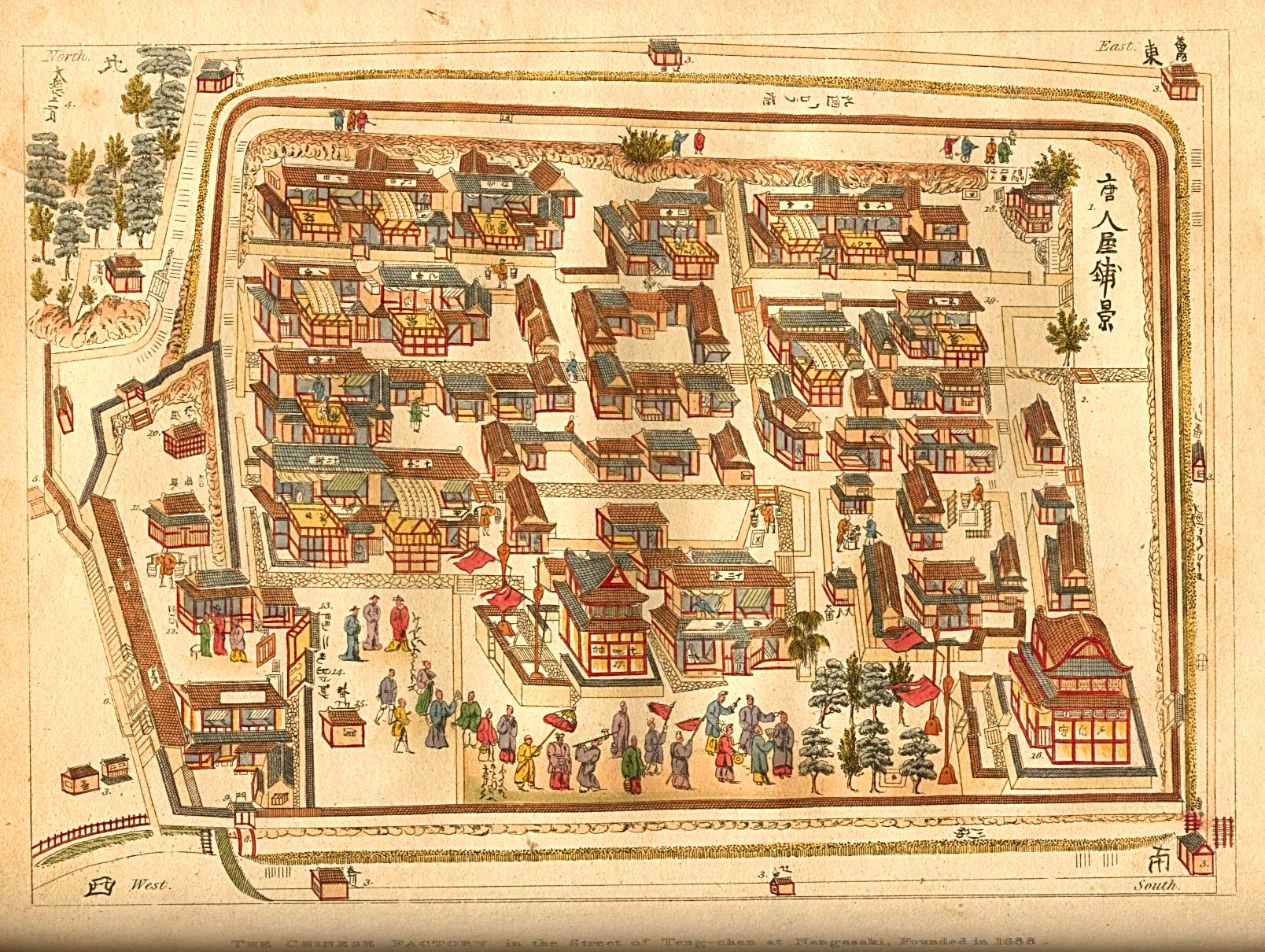
Les commerçants chinois de Nagasaki sont confinés dans une enceinte fortifiée (tōjin yashiki) située dans le voisinage de l'ile Dejima, et les activités des Chinois, bien que moins strictement contrôlées que celles des Hollandais, sont néanmoins étroitement surveillées par les Nagasaki bugyō.

Les Nagasaki bugyō (長崎奉行) sont des fonctionnaires du shogunat Tokugawa de l'époque d'Edo du Japon. Les nominations à ce poste important sont généralement attribuées à des fudai daimyo, mais il fait partie des postes de responsabilité administrative ouverts à ceux qui ne sont pas daimyōs. L'interprétation classique désigne ces titres japonais des noms de « commissaire », « surveillant » ou « gouverneur ».
Ce titre du bakufu désigne un fonctionnaire chargé de l'administration du port de Nagasaki, y compris les colonies chinoises et néerlandaises qui s'y trouvent. Ce bugyō est également responsable de la supervision des activités commerciales du port. Le nombre de titulaires du titre en même temps peut varier au cours des années de cette période. À un moment donné, l'un doit normalement être en résidence à Nagasaki et l'autre à Edo, dans le cadre d'un modèle alternatif de résidence.
Les autres tâches des Nagasaki bugyō incluent le suivi des nouvelles et des développements scientifiques en Occident au fur et à mesure que deviennent disponibles les informations au cours des échanges. Par exemple, le musée municipal de Nagasaki conserve des lettres des opperhoofd néerlandais aux Nagasaki bugyō relatives aux négociations de vente longues de deux ans et au prix d'achat d'un quadrant astronomique néerlandais portable importé au Japon en 1792, ce qui implique que l'instrument était considéré comme important à la fois par les Japonais et les Hollandais. Les détails de l'instrument, ainsi que quelques dessins détaillés, sont fournis dans le Rekisho Kansei (recueil du calendrier Kansei, achevé vers 1844). Le recueil indique les noms des fabricants de l'instrument, tels qu'inscrits sur la lunette et sur le boîtier du pendule, Hulst van Keulen et J. Marten Kleman (1758-1845). Bien que cet instrument ayant appartenu au Bureau astronomique du gouvernement shogunal est aujourd'hui perdu, des dessins d'un quadrant équipé d'un télescope (Gensho Kansei-kyo zu) ont été signalés par l'Observatoire astronomique national du Japon.

## Ville shogunale
Durant cette période, Nagasaki est désignée « ville shogunale ». Le nombre de ce genre de ville augmente de trois à onze sous l'administration Tokugawa.

## Liste desNagasaki bugyō
- Ogasawara Tamemune (1603-1604)[5]
- Hasegawa Shigeyoshi (1604-1605)[6]
- Hasegawa Fujihiro (1605-1614)[6]
- Hasegawa Fujimasa (1605-1614)[6]
- Takenaka Umene (1626-1631)[7]
- Mizuno Morinobu (1626-1629)
- Takenaka Shigeyoshi (1629-1634)
- Imamura Masanaga (1633-1634)
- Sakakibara Motonao (1634-1640)
- Kamio Motokatsu (1634-1638)
- Ōkōchi Masakatsu (1638-1640)
- Tsuge Masatoki (1640-1642)
- Baba Toshishige (1642-1650)
- Yamazaki Masanobu (1642-1650)
- Kurokawa Masanao (1650-1665)
- Kaijō Masanobu (1651-1660)

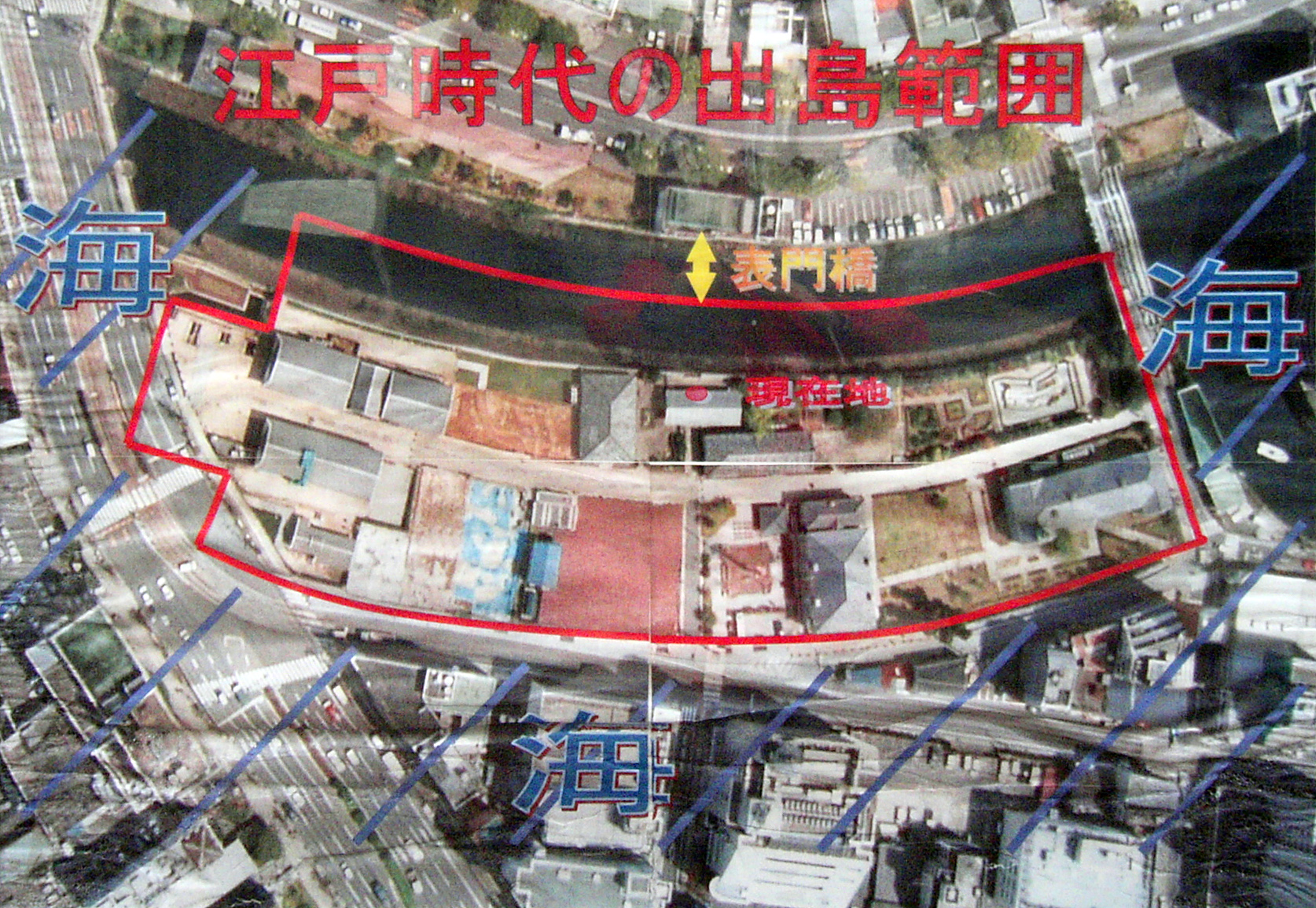
Limites de l'île Dejima de l'époque d'Edo (détourées en rouge) au sein de la ville moderne de Nagasaki. Ce qui se passe sur ce petit bout de terre est le point central de l'attention de chacun des Nagasaki bugyō successifs. La ville d'après la guerre du Pacifique enveloppe et entoure l'ancienne île, dont une partie est démolie pour élargir l'artère de transport le long de la rivière en haut de l'image. Cette photo est prise à partir d'un panneau de signalisation à Dejima en 2004, montrant le travail de reconstruction des bâtiments de l'époque néerlandaise en train d'être recréés un par un sur la base de vieilles photos et de maquettes. Ce regain d'intérêt pour Dejima ranime la nécessité d'en savoir plus sur les administrateurs de Nagasaki stop.

- Ushigome Chūzaemon Shigenori (1671-1681)[8]
- Yamaoka Kagesuke (1687-1694)
- Miyagi Masazumi (1687-1696)[9]
- Niwa Nagamori (1699-1702)
- Ōshima Yoshinari (1699-1703)
- Sakuma Nobunari (1703-1713)
- Hisamatsu Sadamochi (1710-1715)
- Ōoka Kiyosuke (1711-1717)
- Ōmori Tokinaga (1732-1734)
- Hagiwara Yoshimasa (1736-1743)
- Matsunami Heizaemon (1744)[10]
- Kondō Jūzō (1747)[11]
- Ōoka Tadayori (1763-1764)
- Kurihara Morisada (1773-1775)[12]
- Kuze Hirotami (1775-1784)[13]
- Tsuge Masakore (1781-17?)[14]
- Tsuchiya Morinao (1783-1784)[15]
- Tsuchiya Masanobu (1784-1785)[16]
- Toda Ujiharu (1784-1786)[17]
- Tsuge Hirotami (1786)[17]
- _________________ (1793)[3]
- Matsudaira Yasuhide (1807-1808)
- Tōyama Kagekuni (1812-1816)
- Matsuyama Naoyoshi (1815-1817)
- Kanezawa Chiaki (1816-1818)
- Tsutsui Masanori (1817-1821)
- Izawa Masayoshi (1842-1845)[18]
- Ido Satohiro (1845-1849)[19]
- Mizuno Tadanori (1853-1854, 1857-1858)[20]
- Arao Narimasa (1854-1859)[21]
- Arao Shigemitsu(1854-1859)
- Takahashi Kazunuki (1862)[22]
- Sugiura Katsukiyo (1863)
- Kyōgoku Takaakira (1863)
- Hattori Tsunezumi (1863-1866)
- Asagara Masahiro (1864-1866)
- Kawazu Sukekuni (1867-1868)[23]